# Eriogonum encelioides
Eriogonum encelioides är en slideväxtart som beskrevs av Reveal & C. A. Hanson. Eriogonum encelioides ingår i släktet Eriogonum och familjen slideväxter. Inga underarter finns listade i Catalogue of Life.